# 동삭중학교
동삭중학교(東朔中學校)는 대한민국 경기도 평택시 동삭동에 있는 공립 중학교이다.

## 학교 연혁
- 2022년 5월 2일 : 교명 동삭중학교 선정
- 2023년 2월 22일 : 동삭중학교 준공 및 사용승인
- 2023년 3월 1일 : 초대 이철숙 교장 취임
- 2023년 3월 2일 : 제1회 입학식(11학급 341명)

## 참고 자료
- 동삭중학교 - 한국교육학술정보원 학교알리미